# Kızılhisar, Kuluncak
Kızılhisar là một xã thuộc huyện Kuluncak, tỉnh Malatya, Thổ Nhĩ Kỳ. Dân số thời điểm năm 2011 là 911 người.